# Dlhé Tice
Dlhé Tice je přírodní rezervace v oblasti Latorica.
Nachází se v katastrálním území obcí Rad, Zatín a Svinice v okrese Trebišov v Košickém kraji. Území bylo vyhlášeno či novelizováno v roce 1993 na rozloze 46,8237 ha. Ochranné pásmo nebylo stanoveno.